# ヴァーティカル・マン〜リンゴズ・リターン
『ヴァーティカル・マン〜リンゴズ・リターン』(Vertical Man)は、1998年に発表されたリンゴ・スターのアルバムである。

## 解説
マーク・ハドソンを共同プロデューサーに迎え、アルバム制作及びプロモーションのために、バックバンドとしてThe Roundheadsを結成した。

このアルバムの制作にあたっては、スコット・ウェイランド、ブライアン・ウィルソン、アラニス・モリセット、オジー・オズボーン、トム・ペティ、ジョー・ウォルシュ、ティモシー・B・シュミット、スティーヴン・タイラー、そしてポール・マッカートニーとジョージ・ハリスンらをゲストに迎えた。

## 収録曲
1. ワン - One
2. ホワット・イン・ザ...ワールド - What In The... World
3. マインドフィールド - Mindfield
4. キング・オブ・ブロークン・ハーツ - King Of Broken Hearts
5. ラヴ・ミー・ドゥ - Love Me Do
6. ヴァーティカル・マン - Vertical Man
7. ドリフト・アウェイ - Drift Away
8. アイ・ウォズ・ウォーキン - I Was Walkin'
9. ラ・ディ・ダ - La De Da
10. ウィズアウト・アンダースタンディング - Without Understanding
11. アイル・ビー・ファイン・エニィホエア - I'll Be Fine Anywhere
12. パペット - Puppet
13. アイム・ユアーズ - I'm Yours

日本盤の特典として、下記の2曲が加えられた。
- ミスター・ダブル・イット・アップ - Mr. Double-It-Up
- エヴリデイ - Everyday

米盤では、ベスト・バイ購入者限定シングルCDとして、下記の3曲が付属していた。
- Mr. Double-It-Up
- Sometimes
- Good News